# Glacière (metrostation)
Glacière is een station van de metro in Parijs langs metrolijn 6 in het 13e arrondissement. Het station is bovengronds aangelegd op een viaduct op de Boulevard Auguste-Blancqui.
Langs de oevers van de Bièvre, een zijrivier van de Seine, waren in de 18e eeuw verschillende poelen en vijvers die in de winter dichtvroren. Men bewaarde dit ijs in ondergrondse bunkers tot in de zomer. De vijvers waren ook in trek bij schaatsers. In 1860 ontstond de Rue de la Glacière, die later zijn naam gaf aan het metrostation.

## Geschiedenis
Het station werd geopend op 24 april 1906 als onderdeel van de toenmalige metrolijn 2 Sud. Vanaf 14 oktober 1907 lag het station langs metrolijn 5. Op 6 oktober 1942 werd het traject tussen station Place d'Italie en station Charles de Gaulle - Étoile overgeheveld van metrolijn 5 naar metrolijn 6.

## Aansluitingen
- Bus (RATP): 21

Charles de Gaulle - Étoile · Kléber · Boissière · Trocadéro · Passy · Bir-Hakeim · Dupleix · La Motte-Picquet - Grenelle · Cambronne · Sèvres - Lecourbe · Pasteur · Montparnasse - Bienvenüe · Edgar Quinet · Raspail · Denfert-Rochereau · Saint-Jacques · Glacière · Corvisart · Place d'Italie · Nationale · Chevaleret · Quai de la Gare · Bercy · Dugommier · Daumesnil · Bel-Air · Picpus · Nation